# Oryctes rhinoceros
Oryctes rhinoceros (лат.) — вид жесткокрылых насекомых из подсемейства дупляков семейства пластинчатоусых. Является одним из самых серьёзных вредителей кокосовых, а также других видов пальм и пандана.

## Распространение
Oryctes rhinoceros обитает в Азии. Ареал включает такие страны как: Бангладеш, Камбоджа, Китай, Индонезия, Лаос, Малайзия, Мьянма, Пакистан, Филиппинские острова, Шри-Ланка, Тайвань, Таиланд и Вьетнам).

## Описание
Длина тела имаго 30—50 мм, ширина — 14—21 мм. Жуки чёрные или красновато-чёрные, с вальковатым телом. У имаго обоих полов имеется вырост на голове в виде рога: у самцов он гораздо сильнее развит, чем у самок.

## Экология
Жуки встречаются в сельскохозяйственных угодьях и естественных лесах.

## Размножение
Самка откладывает около 110 яиц. Яйца беловато-коричневые, длиной 3—4 мм; развиваются 8—12 дней. Личинка первой стадии развивается 10—21 день, второй стадии — 12—21 день, третьей — 60—165 дней, четвёртой (предкуколочной) — 8—13 дней. Личинка четвёртой стадии С-образная, имеет коричневые ноги и голову. Куколка развивается в течение 17—28 дней. Появившись из развившейся куколки имаго остаются в построенном коконе ещё 11—20 дней. Полный жизненный цикл длится от 4 до 9 месяцев.